# Джигла, Давид
Давид Джигла (фр. David Djigla; родился 23 августа 1995) — бенинский футболист, нападающий национальной сборной Бенина.

## Клубная карьера
Начал карьеру в малийском клубе «Онз Креатёр». В 2013 году стал игроком французского «Бордо». 17 января 2015 года дебютировал в основном составе «Бордо» в матче против «Ниццы», выйдя на замену Грегори Сертичу.
В 2015 году перешёл в клуб французской Лиги 2 «Ньор». В основном составе «Ньора» дебютировал 31 июля 2015 года в матче против «Валансьена». 19 декабря 2015 года забил свой первый гол за «Ньор» в матче против клуба «Кретей».

## Карьера в сборной
В 2012 году дебютировал в составе национальной сборной Бенина.
24 марта 2019 года забил гол в матче против сборной Того в рамках отборочного турнира  к Кубку африканских наций и помог своей команде квалифицироваться в финальную стадию турнира.